# Cmentarz Nikoło-Archangielski
Cmentarz Nikoło-Archangielski (ros. Николо-Архангельское кладбище) – nekropolia we wsi Nikolsko-Archangielskoje w gminie miejskiej Bałaszycha w obwodzie moskiewskim Federacji Rosyjskiej.
Terytorium cmentarza graniczy z dzielnicą Moskwy Nowosokino. Nekropolia dzieli się na część centralną i zachodnią. Na jej terytorium znajduje się otwarte w 1973 Drugie Moskiewskie Krematorium (największe w Europie) oraz otwarte i zamknięte krematorium. W okolicach północno-zachodniej bramy znajduje się cerkiew pod wezwaniem Opieki Matki Bożej wybudowana w latach 1990-2000, zaś przy głównej bramie - kaplica św. Warusa Męczennika.
Na cmentarzu spoczywają m.in. marynarze z okrętu podwodnego Kursk i funkcjonariusze Federalnej Służby Bezpieczeństwa uczestniczący w odbijaniu zakładników w szkole w Biesłanie w 2004.